# Marietta (Oklahoma)
|  | Per a altres significats, vegeu «Marietta (comtat d'Adair)». |

Marietta és una ciutat del Comtat de Love a l'estat d'Oklahoma. Segons el cens del 2000 tenia 2.445 habitants.

## Demografia
Segons el cens del 2000, Marietta tenia 2.445 habitants, 952 habitatges, i 635 famílies. La densitat de població era de 396,6 habitants per km².
Dels 952 habitatges en un 32,9% hi vivien nens de menys de 18 anys, en un 47,3% hi vivien parelles casades, en un 16,1% dones solteres, i en un 33,2% no eren unitats familiars. En el 29,2% dels habitatges hi vivien persones soles el 17% de les quals corresponia a persones de 65 anys o més que vivien soles. El nombre mitjà de persones vivint en cada habitatge era de 2,48 i el nombre mitjà de persones que vivien en cada família era de 3,07.
Per edats la població es repartia de la següent manera: un 27,2% tenia menys de 18 anys, un 7,7% entre 18 i 24, un 26,2% entre 25 i 44, un 20,4% de 45 a 60 i un 18,4% 65 anys o més.
L'edat mediana era de 36 anys. Per cada 100 dones de 18 o més anys hi havia 78,1 homes.
La renda mediana per habitatge era de 26.454 $ i la renda mediana per família de 30.511 $. Els homes tenien una renda mediana de 25.966 $ mentre que les dones 19.760 $. La renda per capita de la població era de 14.799 $. Entorn del 13,7% de les famílies i el 16,7% de la població estaven per davall del llindar de pobresa.

## Poblacions properes
El següent diagrama mostra les poblacions més properes.